# Kościół św. Michała Archanioła w Purdzie
Kościół świętego Michała Archanioła – rzymskokatolicki kościół parafialny należący do dekanatu Olsztyn V – Kormoran archidiecezji warmińskiej.
Jest to świątynia wybudowana w 1503 roku, na miejscu wcześniejszego, drewnianego kościoła. W następnych latach była stopniowo rozbudowywana i w 1580 roku została konsekrowana przez biskupa warmińskiego Marcina Kromera pod wezwaniem świętego Krzyża i świętego Michała Archanioła. W 1817 roku na ceglanej obszernej kruchcie zachodniej została umieszczona drewniana wieża, natomiast w 1929 roku zostały dobudowane nawy boczne.
Budowla jest murowana, wzniesiona z cegły z dodatkiem kamieni polnych, wykorzystanych w cokole korpusu i w przyziemiu wieży. Pierwotna nawa została zbudowana na planie prostokąta. Nawy boczne są węższe od nawy głównej. Korpus świątyni został wzmocniony przyporami. Wieża na planie kwadratu o zwężających się ścianach ku górze w przyziemiu jest murowana, natomiast powyżej drewniana i posiada konstrukcję słupową i jest oszalowana deskami. Jest zwieńczona ostrosłupowym dachem hełmowym pokrytym gontem. W kruchcie wieży można zobaczyć fragmenty nie ukończonego sklepienia krzyżowo-żebrowego. Wschodni szczyt świątyni jest ozdobiony blendami otynkowanymi na różowy kolor.